# Regional kollektivtrafikmyndighet
Regional kollektivtrafikmyndighet 
är i Sverige den myndighet som i ett län ansvarar för regional kollektivtrafik på väg, järnväg, vatten, spårväg och med tunnelbana enligt Lag (2010:1065) om kollektivtrafik. Lagen trädde i kraft 1 januari 2012 och är baserad på EU-förordning 1370/2007. Liknande kollektivtrafikmyndigheter finns i andra EU-länder.
Regional kollektivtrafik är sådan kollektivtrafik som äger rum inom ett län eller som är tänkt att tillgodose resenärernas behov av arbetspendling eller annat vardagsresande över länsgräns. Enligt lagen om kollektivtrafik har regionen och kommunerna i ett län gemensamt ansvar för den regionala kollektivtrafiken. Regionen och kommunerna får dock komma överens om att antingen regionen eller kommunerna ska bära ansvaret. Undantag i lagen är Stockholms län där regionen har ensamt ansvar, och Gotlands län där kommunen (Region Gotland) har ensamt ansvar. 
Det finns en regional kollektivtrafikmyndighet i varje län. Oftast är det regionen som är regional kollektivtrafikmyndighet, men även ett kommunalförbund med region och länets kommuner kan förekomma. Myndigheten ansvarar för att det finns ett trafikförsörjningsprogram med fastställda mål för den regionala kollektivtrafiken. Myndigheten ansvarar även för upphandling av kollektivtrafik. 
Innan 2012 ansvarade vanligen så kallade länstrafikbolag, ett offentligt ägt aktiebolag (även kommunalförbund förekom), för den regionala kollektivtrafiken. I och med att den nya lagen har många regioner valt att avveckla bolaget och utöva ansvaret som en förvaltning inom regionen. I vissa län finns dock bolagen kvar med ett delegerat operativt ansvar som skiljer sig åt mellan länen. Till exempel kan upphandling av trafiken ingå i detta ansvar.
I kommunikation mot allmänheten används ett varumärke för trafiken, oftast det gamla länstrafikbolagets namn, till exempel SL och Västtrafik.

## Lista över Sveriges regionala kollektivtrafikmyndigheter
| Län                  | Bokstav | Regional kollektivtrafikmyndighet                                  | Typ             | Webbplats | Varumärke                    | Verksamhetsform |
| -------------------- | ------- | ------------------------------------------------------------------ | --------------- | --------- | ---------------------------- | --------------- |
| Blekinge län         | K       | Region Blekinge                                                    | Region          |           | Blekingetrafiken             | Förvaltning     |
| Dalarnas län         | W       | Region Dalarna                                                     | Region          |           | Dalatrafik                   | Förvaltning     |
| Gotlands län         | I       | Region Gotland                                                     | Kommun          |           | Gotlands kollektivtrafik     | Förvaltning     |
| Gävleborgs län       | X       | Region Gävleborg                                                   | Region          |           | X-trafik                     | Förvaltning     |
| Hallands län         | N       | Region Halland                                                     | Region          |           | Hallandstrafiken             | Förvaltning     |
| Jämtlands län        | Z       | Region Jämtland Härjedalen                                         | Region          |           | Länstrafiken i Jämtlands län | Aktiebolag      |
| Jönköpings län       | F       | Region Jönköpings län                                              | Region          |           | Jönköpings länstrafik        | Förvaltning     |
| Kalmar län           | H       | Region Kalmar län                                                  | Region          |           | Kalmar länstrafik            | Förvaltning     |
| Kronobergs län       | G       | Region Kronoberg                                                   | Region          |           | Länstrafiken Kronoberg       | Förvaltning     |
| Norrbottens län      | BD      | Regionala kollektivtrafikmyndigheten i Norrbotten                  | Kommunalförbund |           | Länstrafiken Norrbotten      | Aktiebolag      |
| Skåne län            | M       | Region Skåne                                                       | Region          |           | Skånetrafiken                | Förvaltning     |
| Stockholms län       | AB      | Region Stockholm                                                   | Region          |           | SL                           | Förvaltning     |
| Södermanlands län    | D       | Region Sörmland                                                    | Region          |           | Sörmlandstrafiken            | Förvaltning     |
| Uppsala län          | C       | Region Uppsala                                                     | Region          |           | UL                           | Förvaltning     |
| Värmlands län        | S       | Region Värmland                                                    | Region          |           | Värmlandstrafik              | Förvaltning     |
| Västerbottens län    | AC      | Region Västerbotten                                                | Region          |           | Länstrafiken i Västerbotten  | Aktiebolag      |
| Västernorrlands län  | Y       | Kommunalförbundet Kollektivtrafikmyndigheten i Västernorrlands län | Kommunalförbund |           | Din tur                      | Aktiebolag      |
| Västmanlands län     | U       | Region Västmanland                                                 | Region          |           | VL                           | Förvaltning     |
| Västra Götalands län | O       | Västra Götalandsregionen                                           | Region          |           | Västtrafik                   | Aktiebolag      |
| Örebro län           | T       | Region Örebro län                                                  | Region          |           | Länstrafiken Örebro          | Förvaltning     |
| Östergötlands län    | E       | Region Östergötland                                                | Region          |           | Östgötatrafiken              | Aktiebolag      |